# Phantog
Phantog, znana również jako Phanthog  i Pan Duo (chin. 潘多) (ur. 1939, zm. 31 marca 2014 w Wuxi) – chińska himalaistka. Była pierwszą kobietą, która weszła na Mount Everest  trasą północną, pierwszą Chinką na szczycie Everestu i drugą kobietą, która dotarła na szczyt po Junko Tabei. 

## Życiorys
Phanthog urodziła się w 1939 roku w tybetańskiej rodzinie. Miała 8 lat gdy zmarł jej ojciec i ciężko pracując musiała pomagać matce w utrzymaniu rodziny.
W 1959 roku ze względu na doskonałą kondycję fizyczną została wybrana do zespołu chińskich alpinistów. W lipcu 1959 roku zdobyła siedmiotysiecznik Muztagata pobijając rekord wysokości w kobiecym alpinizmie w tym czasie. W latach 70. XX wieku była pięciokrotnie wybierana do Krajowego Kongresu Ludowego.
Podczas ceremonii otwarcia igrzysk Olimpijskich w Pekinie w 2008 roku była jednym z ośmiu sportowców, którzy wnieśli flagę olimpijską. W 2009 roku została wybrana do grona 60 najlepszych chińskich sportowców od momentu powstania Chińskiej Republiki Ludowej.  
Była żoną chińskiego alpinisty Deng Jiashana. Mieli 3 dzieci.. 
Zmarła 31 marca 2014 roku w Wuxi w prowincji Jiangsu we wschodnich Chinach. Miała 75 lat, a powodem śmierci były powikłania cukrzycy. 

## Zdobywczyni Everestu
Wyprawa na Mont Everest rozpoczęła się 17 maja 1975 roku. Gdy członkowie wyprawy dotarli do bazy na wysokości 8 300 m n.p.m. uczestniczące w wyprawie 2 kobiety i 7 mężczyzn zachorowało na chorobę wysokościową. 27 maja 1975 roku Phantong wraz z 8 innymi członkami wyprawy zdobyła Mount Everest. Była drugą kobietą po Junko Tabei, która zdobyła szczyt, a pierwszą która weszła na niego od strony Tybetu (północy). 